# IBA da Ponta do Arnel e Faial da Terra
A IBA da Ponta do Arnel e Faial da Terra é uma importante zona de conservação da natureza localizada na Ponta do Arnel, concelho do Nordeste, ilha de São Miguel, arquipélago dos Açores e é formada por duas zonas distintas, a saber:
A zona do Faial da Terra, zona esta que se estende ao longo da orla costeira desde a Ribeira do Faial da Terra até à Praia do Lombo Gordo; e à zona da Ponta do Arnel, que vai desde a Ribeira da Ponta do Arnel até à Ribeira do Guilherme.
Estas duas zonas são compostas por uma faixa litoral que vai desde a beira-mar até ao rebordo da falésia.
A esta IBA corresponde o código PT079. E encontra-se dentro das coordenadas geográficas de 37º46’ Norte 25º09’ Oeste, ocupando uma área de 257 há. E apresenta uma altitude que varia dos 0 aos 400 metros.
As principais zonas de habitats aqui incluídas são falésias onde predomina a vegetação típica das costas macaronésicas, compostas por matos macaronésicos endémicos e vegetação vivaz das costas de calhaus rolados.
Os principais predadores observáveis são os predadores terrestres introduzidos por acção do homem e são cães e gatos ferais, ratos e mustelídeos que de forma muito provável limitam a nidificação da maioria das aves marinhas, especialmente os procelariformes mais pequenos e mais vulneráveis que nidificam em cavidades no solo ou no cascalho.
Também é de considerar a invasão por plantas exóticas, como a Cana Arundo donax, que resultou na perda de habitat de nidificação disponível para os procelariformes.

## Principais espécies observáveis
- cagarro Calonectris diomedea borealis,
- Puffinus assimilis,
- garajau-comum (Sterna hirundo),
- garça-real (Arrfea cinerea),
- pilrito-das-praias (Calidris alba),
- borrelho-de-coleira-interrompida (Charadrius alexandrinus),
- gaivota Ciconiiformes,
- garajau (Sternidae).